# Зарічненський район
Зарі́чненський райо́н — колишній район, розташований у північно-західній частині Рівненської області України. Районний центр — смт Зарічне. Населення — понад 36 тисяч осіб.

## Географія
На сході район межував з Дубровицьким, на півдні з Володимирецьким районами Рівненської області, на півночі — з республікою Білорусь.
Територія Зарічненського району становить 144 203 га, з них площа лісів — 59 958 га, боліт — 18 048,2 га, площа водного дзеркала — 5 373,2 га.
Район лежить у межах Поліської низовини. Поверхня — плоска низовина, основним елементом рельєфу якої є долина верхньої течії Прип'яті з широкою заплавою та двома надзаплавними терасами, для яких характерна значна заболоченість, розвиток еолових форм рельєфу (пагорби та пасма заввишки 5—15 м.). Ґрунти переважно дерново-підзолисті піщані (29,3 % площі району) та дерново-глейові, торфоболотні різновиди. Понад 40 % території району вкрито лісом (бори, субори, діброви, на знижених ділянках — вільшаники). Основні породи: сосна (35-40 % площі лісів), вільха, осика, береза, дуб, граб. Майже 15 % площі району припадає на болота з осокою і осоково-гіпновими угрупуваннями. У межах району розташовані Дібрівський і Острівський гідрологічні, Вичівський та Сварицевицький ботанічні заказники державного значення, створено Національний природний парк «Прип'ять-Стохід».
У районі протікає 7 досить повноводних річок, зокрема Стир, Прип'ять, Стохід, Веселуха, Стубла; є 17 озер, серед яких Нобельське, Острівське озеро, Сосно.

### Природно-заповідний фонд

#### Ботанічні заказники
Вичівський (загальнодержавного значення), Мульчицький (частина)

#### Гідрологічні заказники
Дібрівський (загальнодержавного значення), Дібрівський (місцевого значення), Острівський (загальнодержавного значення)

#### Загальнозоологічні заказники
Мутвицький, Урочище «Глуша», Урочище «Поличне»

#### Іхтіологічні заказники
Прип'ятський

#### Орнітологічні заказники
Нобельський

#### Ботанічні пам'ятки природи
Псевдотсуга тисолиста

#### Гідрологічні пам'ятки природи
Озеро «Мале»

#### Заповідні урочища
Вичівське, Чернинське, Топець

## Історія

### Археологія
Основні риси рельєфу і річкової сітки району сформувались майже 250 тис. років тому, коли зійшов Дніпровський льодовик. Вигляд місцевості потім змінювався під дією Сожського (Московського) льодовика. Озера і річки наповнились водою знову, коли на північ відступив останній, Поозерський (Валдайський) льодовик (18—14 тисяч років тому), однак рельєф суттєво не змінився. Клімат пом'якшав і став близьким до сучасного.
Перші поселенці на території сучасного Зарічненського району з'явились 150—35 тисяч років тому. Просторі ліси і луки, численні озера й річки створювали сприятливі умови для заселення племен первісних мисливців. Мезолітичні стоянки у Зарічненському районі розташовані поблизу озер і річок на піщаних дюнах. Найбільш ранніми пам'ятками є багатошарові стоянки Нобель I, II, III, i IV, які розташовані поблизу села Нобель в урочищах Заборок та Піддяче, на піщаних дюнах правого берега річки Прип'ять. Загалом мезолітичні стоянки поблизу села Нобель належать до Свідерської культури, яка поширена, крім північних районів України, у Польщі та Білорусі. У Зарічненському районі мезолітичні стоянки нобельської групи свідерської культури також відомі поблизу сіл Дідівка, Котира, Кухітська Воля, Сенчиці.
Яніславицька культура пізньоґ середньокам'яної доби представлена у районі стоянками поблизу сіл Коник, Омит, Сенчиці. У добу мезоліту населення переважно займалось мисливством і рибальством.
У добу неоліту територія району була заселена племенами, які залишили пам'ятки дніпро-донецької культури.
У середньому періоді бронзової доби XV—XII ст. до н. е. на території району відомі носії тщинецько-комарівської з поселенням поблизу села Іванчиці. У цей період активно розвивається скотарство і землеробство.
З кінця III ст. до н. е. до початку II ст. н. е. слов'янські племена залишили пам'ятки зарубинецької культури.

### Київська Русь
У період існування Київської Русі на березі озера Нобель стояло літописне місто Небель. Воно згадується в літописі під 1262 роком. Укріплення часів Київської Русі займало підвищення в урочищі «Церковна Гора» на південно-східному кінці села. Майданчик підвищення має округлу форму, розміри 75×75 м, її висота над рівнем озера 3—6,5 м. Городище в селі Нобель є залишком поселення — міста, політико-адміністративного і торгово-економічного центру, пов'язаного, ймовірно, з існуванням Погоринської Волості, яку вперше літописи згадують під 1097 р. Її головним центром у кінці XI століття було місто Дорогобуж (нині однойменне село в Гощанському районі Рівненської області). У добу Великого князівства Литовського м. Небель перебувало у володінні пинських князів. Монастир міста як центр культури і освіти того часу відомий і в XVI столітті. У 1519 році королева Бона отримала від чоловіка Пинське і Кобринське староства, виявилась енергійною господинею і адміністратором придбаних володінь. У 1524 році вона видала документ, з підтвердженням, що надає Небельському монастирю привілеї: право монахам ловити рибу в озері та річці Прип'яті. Крім того, йому даровано ділянку орної землі.

### XVI—XIX століття
Не обминули жителів походи татар, які взимку могли по льоду переходити і річку Прип'ять. Так, у 1527 році кримчаки вдерлися на Полісся і дійшли до Пінська, захопивши в селах і містах Поприп'яття тисячі людей.
У 1596 році жителі району брали участь у повстанні під проводом Северина Наливайка. Зачепила Зарічненщину й визвольна війна українського народу в середині XVII століття. У ряді місць району повстанці громили маєтки шляхтичів, зокрема в 1648 р. в селі Річиця, Погості Зарічному та ін.
В умовах кріпацтва поліщуки знаходили засоби будувати культові споруди, декотрі виявилися справжнім витвором мистецтва. Так, у селі Морочне біля дерев'яного храму, побудованого без жодного цвяха, споруджено у XVIII столітті дзвіницю. У 1790 році зведено православний храм у с. Старі Коні. Його справедливо вважають «справжньою перлиною монументального дерев'яного будівництва на Поліссі». У XVIII столітті побудовано храм і в Погості Зарічному.
Після третього поділу Польщі (1795 р.) місцевість нинішнього району ввійшла до Пінського повіту Мінської губернії. На межі з Волинською губернією простягалася волость з центром у Кухоцькій Волі. У складі Пінського повіту с. Погост Зарічний став державним володінням. У 1802 році імператор Олександр І подарував Погост Зарічний фельдмаршалу Рєпніну-Волконському, той згодом продав його разом із фільварком Губином поміщикові Церпітському. Більшість орних земель зосереджувалася в руках великих землевласників. Так у Муравині (тепер ця територія — складова смт Зарічне) в 1806 році селяни обробляли 402 морги орної землі, поміщик 930. Власник маєтку, крім землі, мав ще 400 голів великої рогатої худоби, 119 вуликів.
За участь поляків в антиросійському повстанні 1831 року їхні маєтки конфісковувалися російською владою. До 1831 року маєтком містечка Нобель володів місцевий шляхтич, після повстання його передано царському генералові Бєлоградову. Потім Нобелем володів російський поміщик Нєнаруков. Наприкінці XIX століття в Нобелі нараховувалося 120 дворів і 1030 жителів.

### Перша світова війна
У роки Першої світової війни в 1915–1917 роках села нинішнього Зарічненського району дуже постраждали. В 1915 р. австро-угорські війська дійшли до річки Стир, де фронт тимчасово стабілізувався. Влітку наступного року під час наступу російських військ у межириччі Стиру і Стоходу відбувалися кровопролитні бої. Згоріли майже повністю села Кухітська Воля та Кухче. Фронтова лінія з літа 1916 року аж до підписання Берестейського (в лютому 1918 року) миру проходила по річці Стохід. За роки війни населення не могло довозити хліб і голодувало. Різко зменшилося поголів'я худоби, до того ж у 1916–1918 роках у Поприп'ятті лютували тиф та інші хвороби, а на весь округ був лише один фельдшер.
У 1918 році територія району входить до складу Української Народної Республіки.
Згідно з умовами Берестейського мирного договору територія району в складі Пінського повіту перейшла до України. Після закінчення польсько-радянської війни 1920 року територію включено до Поліського воєводства Польщі.
17 вересня 1939 року, після укладання пакту Молотова — Ріббентропа, західна Україна, а разом з нею і Зарічне відійшли до складу Радянського Союзу.

### Німецько-радянська війна
У роки німецько-радянської війни на території району діяв обласний штаб партизанського руху, видавалась підпільна обласна газета «Червоний прапор». За період німецької окупації з числа мирних жителів району було розстріляно 949 чоловік, 26 повішено і 66 жорстоко закатовано, на фронтах і в партизанських загонах загинуло 1684 чоловік. 840 воїнів-зарічненців було відзначено радянськими бойовими орденами та медалями, а уродженець с. Серники А. І. Боричевський та с. Кухче А. П. Харковець отримали звання Героя Радянського Союзу. 3 березня 1944 року Ірпінською дивізією було відвойовано Погост Зарічний, а в липні 1944 року було остаточно захоплено територію району.

### Радянська доба
Після німецько-радянської війни Погост Зарічний перейменований на селище Зарічне, а Морочнівський район — у Зарічненський, райцентр із Морочного перенесений в Зарічне.
Одразу по війні на територіях Західної України було розгорнуто процес колективізації. При цьому радянська влада, як і раніше, на територіях Великої України, використовувала людиноненависницькі тоталітарні методи.
Влітку 1949 року Ровенський обком КП(б)У змушений був розглядати випадки «порушення радянської законності» з боку районного керівництва в Зарічненському районі. Тут селян саджали в підвал, «били ногами, прикладами гвинтівок», після чого одна з потерпілих померла. У 1950 році почалася нова кампанія з виключення з колгоспів «бандпособницьких» родин, станом на 20 червня 1950 року в Зарічненському районі було виключено 55 родин (такі виключені родини надалі підлягали виселенню за межі УРСР).

### Незалежна Україна
З 24 серпня 1991 року район входить до складу незалежної України.

## Населення
За переписом населення 2001 року в Зарічненському районі мешкало 36 078 осіб.

### Мова
Розподіл населення за рідною мовою за даними перепису 2001 року:
| Мова       | Відсоток |
| ---------- | -------- |
| українська | 99,36 %  |
| російська  | 0,39 %   |
| білоруська | 0,22 %   |
| молдовська | 0,02 %   |

### Вікова і статева структура
Розподіл населення за віком та статтю (2001):
| Стать | Всього | До 15 років | 15-24 | 25-44 | 45-64 | 65-85 | Понад 85 |
| --- | ------ | ----------- | ----- | ----- | ----- | ----- | -------- |
| Чоловіки | 17 704 | 4241        | 2871  | 5359  | 3275  | 1887  | 71       |
| Жінки | 18 637 | 3998        | 2641  | 4560  | 3628  | 3612  | 198      |
| \| Статево-вікова піраміда \| Статево-вікова піраміда \| Статево-вікова піраміда \| \| ----------------------- \| ----------------------- \| ----------------------- \| \| Чоловіки \| Вік \| Жінки \| \| 71 \| 85 + \| 198 \| \| 105 \| 80-84 \| 266 \| \| 351 \| 75-79 \| 863 \| \| 646 \| 70-74 \| 1141 \| \| 785 \| 65-69 \| 1342 \| \| 745 \| 60-64 \| 1114 \| \| 547 \| 55-59 \| 680 \| \| 932 \| 50-54 \| 913 \| \| 1051 \| 45-49 \| 921 \| \| 1417 \| 40-44 \| 1201 \| \| 1219 \| 35-39 \| 1095 \| \| 1295 \| 30-34 \| 993 \| \| 1428 \| 25-29 \| 1271 \| \| 1423 \| 20-24 \| 1269 \| \| 1448 \| 15-20 \| 1372 \| \| 1472 \| 10-14 \| 1351 \| \| 1407 \| 5-9 \| 1377 \| \| 1362 \| 0-4 \| 1270 \| |        |             |       |       |       |       |          |
| Статево-вікова піраміда |        |             |       |       |       |       |          |
| Чоловіки | Вік    | Жінки       |       |       |       |       |          |
| 71 | 85 +   | 198         |       |       |       |       |          |
| 105 | 80-84  | 266         |       |       |       |       |          |
| 351 | 75-79  | 863         |       |       |       |       |          |
| 646 | 70-74  | 1141        |       |       |       |       |          |
| 785 | 65-69  | 1342        |       |       |       |       |          |
| 745 | 60-64  | 1114        |       |       |       |       |          |
| 547 | 55-59  | 680         |       |       |       |       |          |
| 932 | 50-54  | 913         |       |       |       |       |          |
| 1051 | 45-49  | 921         |       |       |       |       |          |
| 1417 | 40-44  | 1201        |       |       |       |       |          |
| 1219 | 35-39  | 1095        |       |       |       |       |          |
| 1295 | 30-34  | 993         |       |       |       |       |          |
| 1428 | 25-29  | 1271        |       |       |       |       |          |
| 1423 | 20-24  | 1269        |       |       |       |       |          |
| 1448 | 15-20  | 1372        |       |       |       |       |          |
| 1472 | 10-14  | 1351        |       |       |       |       |          |
| 1407 | 5-9    | 1377        |       |       |       |       |          |
| 1362 | 0-4    | 1270        |       |       |       |       |          |

## Адміністративно-територіальний устрій
До складу району входять сільська територіальна громада, селищна та 12 сільських рад, котрим підпорядковані 54 населених пункти: селище міського типу та 53 села.

## Економіка
Промисловість району представлена такими підприємствами: Зарічненський держлісгосп, ВАТ Зарічненський молокозавод, ДП «Пролісок», понад 60 малих підприємств.
У районі зареєстровано 6 фермерських господарств, за якими закріплено більше 60 га землі.
Будівництво в районі здійснюють 2 організації: ШБД-6, філія Зарічненський райавтодор.
Корисні копалини: кварцові піски, цегельні глини, значні запаси торфу. За науковими передбаченнями і оцінками район відноситься до найперспективніших регіонів України на предмет виявлення корінних джерел алмазів, що на практиці підтверджено знахідками уламків алмазоносних кімберлітів, аналогічних таким, що відомі у родовищах Якутії і Південної Африки. Проте практично призупинене бюджетне фінансування геологорозвідувальних робіт у цьому напрямку віддаляє на невизначений термін перспективу виявлення корінних родовищ алмазів Рівненщини.

## Соціальна сфера
Надання медичної допомоги населенню забезпечується центральною районною лікарнею смт Зарічне та дільничними лікарнями сіл Кухітська Воля, Борове.
У 40 загальноосвітніх закладах району навчається більше 5 тисяч учнів. У районі створено 2 загальноосвітні ліцеї, Серницька ЗОШ І-ІІІ ст. з поглибленим вивченням трудового навчання, Будинок учнівської молоді, комплексна Дитячо-спортивна школа.
Мережу культурно-освітніх установ району становлять 44 клубні заклади, 30 публічно-шкільних бібліотек, краєзнавчий музей, Дитяча школа мистецтв.
У районі діє 41 релігійна громада. Із них 26 громад УПЦ (Московського патріархату), один жіночий монастир в честь Волинської Ікони Божої Матері, 13 громад Християн Віри Євангельської, 2 громади церкви повного Євангелія.

## Політика
25 травня 2014 року відбулися Президентські вибори України. У межах Зарічненського району було створено 47 виборчих дільниць. Явка на виборах складала — 63,33 % (проголосували 15 569 із 24 582 виборців). Найбільшу кількість голосів отримав Петро Порошенко — 37,79 % (5 884 виборців) Юлія Тимошенко — 28,00 % (4 360 виборців), Олег Ляшко — 12,47 % (1 941 виборців), Сергій Тігіпко — 5,28 % (822 виборців), Анатолій Гриценко — 4,86 % (757 виборців). Решта кандидатів набрали меншу кількість голосів. Кількість недійсних або зіпсованих бюлетенів — 1,21 %.

## Пам'ятки
У Зарічненському районі Рівненської області нараховується 29 пам'яток історії.